# Osbern Giffard
Osbern Giffard también Osborn de Bolbec y Osberne Gyffard d'Arques (c. 1020-1085), fue un noble normando señor de Longueville y barón de Brimesfelde. Era hijo de Osbern de Bolbec, y de Avelina (una hermana de Gunnora de Crepon). Fue uno de los caballeros que participaron en la conquista normanda de Inglaterra y acompañaron a Guillermo el Conquistador en 1066. Participó en la batalla de Hastings, por lo que fue recompensado con feudos en Gloucestershire, Hampshire, Wiltshire y Somerset como aparece en el Libro Domesday. Se estableció en Brimpsfield, Gloucestershire, donde construyó un castillo que fue destruido por Eduardo II de Inglaterra en 1321. Posiblemente el pueblo de Gloucestershire de Stoke Gifford lleva su nombre. Era benefactor de la abadía de St. Stephen en Fontenay.

## Herencia
Se desconoce el nombre de su esposa, pero las crónicas citan a un hijo, Elias Giffard, Lord of Brimpsfield (c. 1060-1130).